# Museum für Gesellschafts- und Umweltgeschichte Wuppertal
Das Museum für Gesellschafts- und Umweltgeschichte (MUGEUM) ist ein Projekt zur Errichtung eines Museums in Wuppertal. Dabei sollen Teile der 1987 gegründeten „Schulhistorischen Sammlung der Stadt Wuppertal“ im Rahmen einer Neukonzeption gezeigt werden. Bisher ist es ungewiss, ob dieses Konzept am vorgesehenen Standort am Weerth 91 in Wuppertal-Barmen umgesetzt wird.

## Entstehungsgeschichte der Schulhistorischen Sammlung

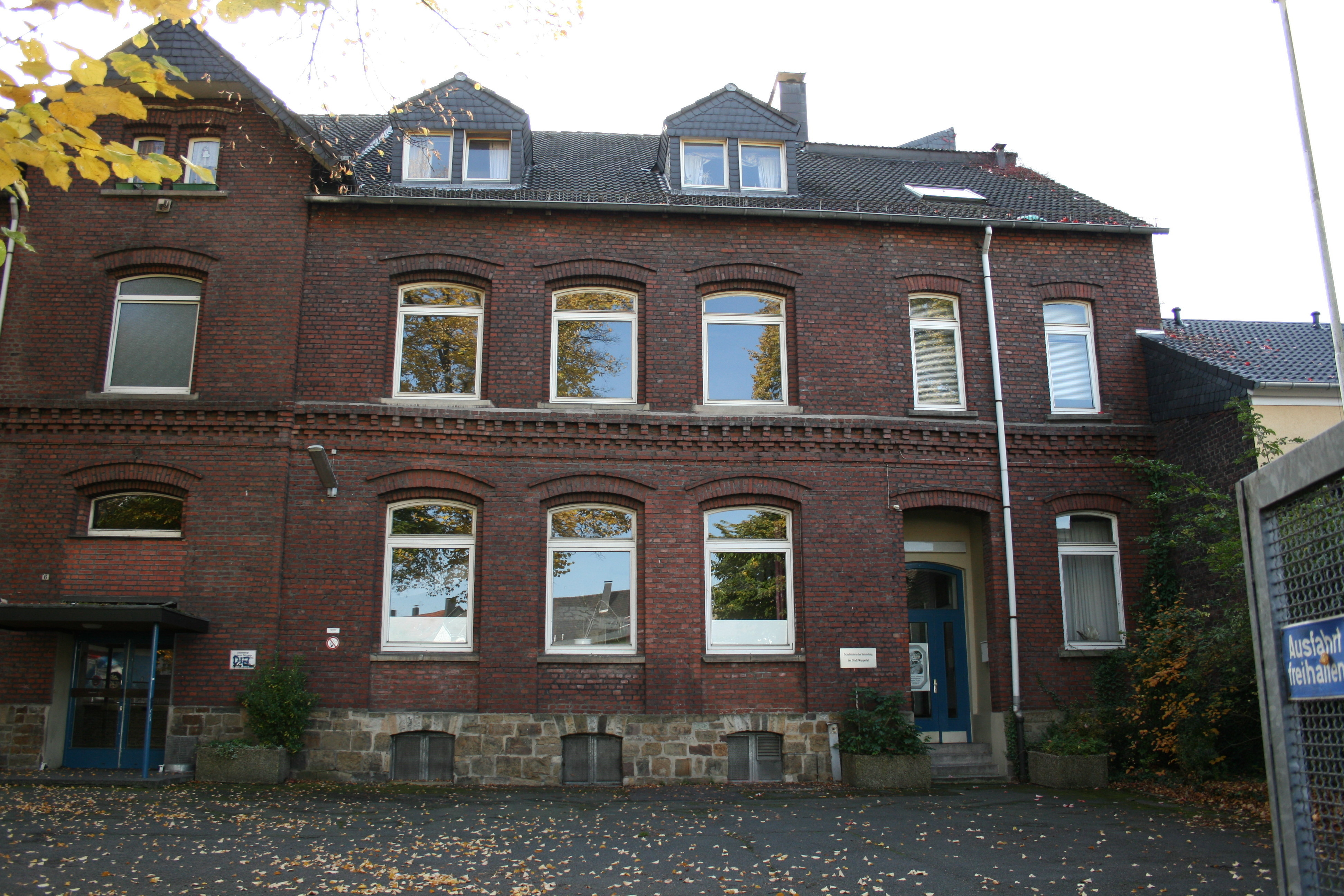
Schulhistorische Sammlung in einem Schulgebäude in der Rottscheidter Straße (2008)

Angeregt durch den Schulrat Rolf Platte wurde die Schulhistorische Sammlung der Stadt Wuppertal 1987 vom Schulamt und dem damaligen Schulverwaltungsamt mit Zustimmung des Rates der Stadt offiziell gegründet. Zunächst war sie im Gebäude der Grundschule Opphofer Straße untergebracht, 1998 zog sie in ein altes Schulgebäude in der Rottscheidter Straße im Stadtteil Vohwinkel um. Dort war sie bis 2019 der Öffentlichkeit zugänglich.
Wegen des größeren Platzbedarfs der benachbarten Ulle-Hees-Schule musste ein Teil der Sammlung eingelagert werden und war der Öffentlichkeit  nicht mehr zugänglich. Daraufhin legte Rolf Platte, der die Einrichtung bis 2019 geleitet hatte, sein Amt nieder. Den historischen Unterricht führte der ehemalige Geschichtslehrer Klaus Jankowski weiter. Im Juni 2019 trat Melody Stach (jetzt Kusserow) Plattes Nachfolge an. Geplant war, dass ab dem Jahr 2020 mit neuem Konzept auch andere Besuchergruppen wieder Zugang zur Sammlung erhalten sollten. Parallel dazu begann die Aufarbeitung des Bestandes und die Suche nach einem neuen Gebäude.
Der Ausbruch der COVID-19-Pandemie verzögerte das Vorhaben und führte dazu, dass die Einrichtung vorübergehend auch für Schulklassen geschlossen werden musste.
Anfang 2022 war ein neues Gebäude gefunden und ein Konzept für die Nutzung erstellt. Ein neuer Name für das entstehende Museum wurde gesucht, weil die Sammlung nicht länger nur den Schulalltag um 1900 erfahrbar machen, sondern sich weit darüber hinaus mit dem Umfeld der Lernenden beschäftigen soll. Die Dauerausstellung soll eine Zeitreise von der vorindustriellen in die jetzige Zeit bieten und beleuchtet dabei, wie Umwelt und Gesellschaft sich wechselseitig prägten und prägen. Das Historische Klassenzimmer soll auch am neuen Standort wieder für historischen Unterricht zur Verfügung stehen. Ergänzend dazu soll es in seiner Funktion als Mehrzweckraum für diverse Kulturveranstaltungen genutzt werden.

## Trägerschaft von Sammlung und Museum
Die Sammlung ist Eigentum der Stadt Wuppertal und in der Verantwortlichkeit des Schuldezernats. Die Sammlungsaufarbeitung sowie die Gestaltung der Ausstellung und der Betrieb lagen bislang in ehrenamtlicher Hand. Zu diesem Zweck formierte sich 2020 der Förderverein der Schulhistorischen Sammlung der Stadt Wuppertal, der am 18. Februar 2022 beim Amtsgericht Wuppertal unter der Registernummer 3103  ins Vereinsregister eingetragen wurde.